# 川端画学校
川端画学校（かわばたががっこう）とは、1909年（明治42年2月）に東京市小石川区下富坂町に設立された私立美術学校。創設者は日本画家の川端玉章。
当初は日本画家を養成する画塾として開設、山田敬中、島崎柳塢らが指導にあたっていた。玉章自身が1913年（大正2年）に死去した後も、主任教官に藤島武二を据えて洋画部も併設（大正3年）し、太平洋戦争の最中に廃校となるまで、著名な日本画家・洋画家など多くを輩出した。

## 出身者
- 秋葉長正 - 日本画家
- 朝井観波 - 日本画家
- 市村三男三 - 洋画家
- 岩崎巴人 - 日本画家
- 海老原喜之助 - 洋画家
- 及川豪鳳 - 日本画家
- 大野五郎 - 洋画家
- 加藤勝重 - 日本画家
- 加藤まさを - 抒情画家
- 加藤芳郎 - 漫画家
- 金秉騏 - 洋画家
- 工藤甲人 - 日本画家
- 久保一雄 - 洋画家・映画美術監督
- 熊谷登久平 - 洋画家
- 黒崎義介 - 日本画家・童画画家
- 黒澤明 - 映画監督
- 小島功 - 漫画家
- 小松均 - 日本画家
- 坂田一男 - 洋画家
- 島崎鶏二 - 洋画家
- 島崎蓊助 - 鶏二の弟、洋画家
- 周襄吉 - モダンアート作家
- 新海覚雄 - 洋画家
- 鈴木朱雀 - 日本画家
- 田口秋魚 - 日本画家
- 竹内不忘 - 彫刻家
- 多田北烏 - ポスター美術家
- 橘小夢 - 日本画家、挿絵画家
- 谷俊彦 - イラストレーター
- 谷口山郷 - 日本画家
- 蔦谷喜一 - 挿絵画家
- 中条顕 - 洋画家
- 中谷泰 - 洋画家
- 中野淳 - 洋画家
- 中村善策 - 洋画家
- 西村元三朗 - 洋画家
- 野口弥太郎 - 洋画家
- 平通武男 - 洋画家
- 平福百穂 - 日本画家
- 深沢史朗 - 版画家
- 益田玉城 - 日本画家
- 村井正誠 - 洋画家
- 矢橋六郎 - 洋画家
- 山口薫 - 洋画家
- 山本早苗 - アニメーション作家
- 横山操 - 日本画家
- 四方田草炎 - 日本画家
- 葉宏甲 - 台湾の漫画家
- 蔡草如 - 台湾の画家